# Paul Wilson
Paul Wilson (nacido el 20 de octubre de 1978) creció en Kinlochleven en las Scottish Highlands. Actualmente es el bajista de la banda de rock alternativo e indie rock Snow Patrol. Él de vez en cuando es la voz de respaldo.
Wilson anteriormente desempeñaba la guitarra y el teclado para la banda Terra Diablo. En marzo de 2005, sustituye al miembro cofundador de la banda Snow Patrol Mark McClelland, desempeñando la función de bajista. Tocó su primer show oficial de la banda en Dingle, Condado de Kerry el 1 de abril de 2005. Como multinstrumentista, se le considera una parte integral álbum de 2006 de Snow Patrol, Eyes Open.
Una lesión de Wilson en el hombro izquierdo obligó a la banda a cancelar varios de sus conciertos en Francia y Alemania a finales de 2006.

## Curiosidades
- Wilson es zurdo.  Su equipo incluye un zurdo Rickenbacker 400x y Fender Jazz Bass para zurdos.
- Wilson toca el bajo, guitarra, piano y a veces canta voz de respaldo.